# LEXY
LEXY（レクシー）とはLOVE SONGをSEXYに歌うことをコンセプトとしたLOVE＆SEXYの造語。
2005年10月マキシシングル「マイペース」でブルー・ミュージックエンタテインメントよりメジャーデビュー。2007年新たにヴォーカル＆新ベースの2人組にメンバーチェンジをしNEW LEXYとして活動スタート。

## メンバー
- Satsy（サトシ、1月2日 - ）ボーカル
- ちぃ太（ちぃた、1月24日 - ）ベース

## ディスコグラフィー

### シングル
1. マイペース（2005年10月5日）日本テレビ系「音楽戦士 MUSIC FIGHTER」 POWER PLAY SONG
  1. マイペース
  2. Last Scene
2. Baby Keep on Dancing（2007年6月20日）MBS/TBS系「世界バリバリ★バリュー」エンディングテーマ
  1. Baby Keep on Dancing
  2. マイペース
3. 真冬の君を追いかけて（2007年11月21日）
  1. 真冬の君を追いかけて
  2. snowy heart
  3. Christmas in memory

### アルバム
1. LEXY I（2007年7月4日）
  1. 愛なき道
  2. DOUBLE
  3. 風媒花
  4. Better than Anyone
  5. マイペース
  6. ずっとそばにいたいよ
  7. Happy Happy Days
  8. Let's LOVE
  9. Last Scene
  10. 世界は愛に満ちている